# Старий Катиш
Ста́рий Кати́ш (рос. Старый Катыш) — присілок у складі Кондінського району Ханти-Мансійського автономного округу Тюменської області, Росія. Входить до складу Кондінського міського поселення.
Населення — 37 осіб (2010, 45 у 2002).
Національний склад станом на 2002 рік: мансі — 80 %.